# Malásia nos Jogos Olímpicos de Verão de 1988
Malásia participou dos Jogos Olímpicos de Verão de 1988 em Seul, na Coreia do Sul. Não conquistou nenhuma medalha, nem de ouro, nem de prata e nem de bronze. Foi a sexta participação do país em Jogos Olímpicos de Verão.